# Hank Shizzoe

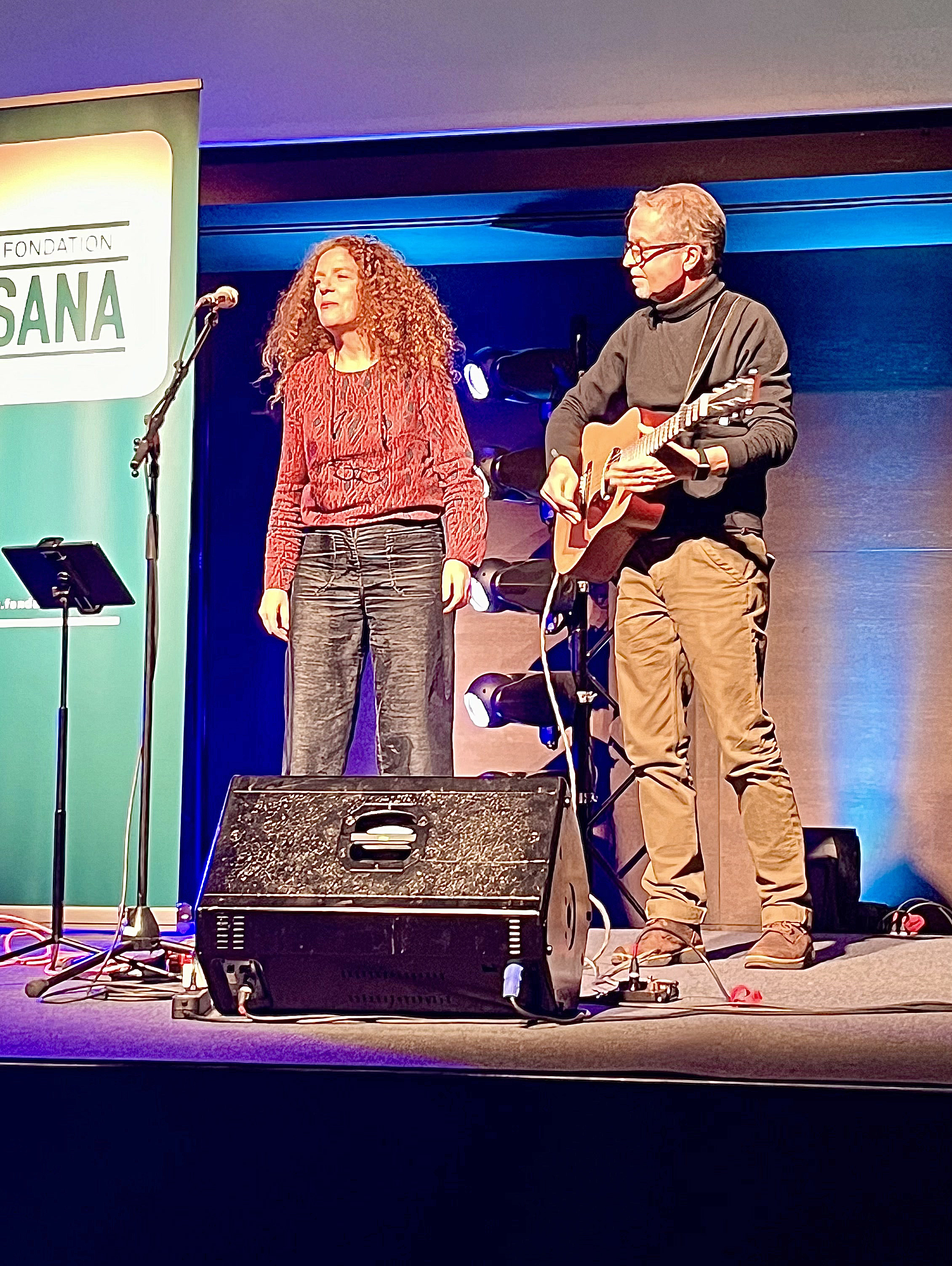
Hank Shizzoe mit Gitarre bei einem Auftritt mit Shirley Grimes (2024)

Hank Shizzoe (* 22. April 1966 als Thomas Erb in Grüt-Gossau ZH) ist ein Schweizer Sänger, Songwriter und Gitarrist. Er wurde von Rolling Stone als bester Roots-Rock-Songwriter und Gitarrenstilist bezeichnet, der nicht aus den USA stammt.

## Diskografie

### Alben
- 1994: Low Budget
- 1996: Walk
- 1998: Plenty of Time
- 2001: Hank Shizzoe
- 2003: In Concert with Sonny Landreth
- 2005: Out and About
- 2006: Why Don’t You Love Me – A Hank Williams Songbook by Hank Shizzoe & Claudia Bettinaglio
- 2007: Headlines
- 2008: Of Mice and Men
- 2009: Live in Motown
- 2010: Breather
- 2011: Live at the Blue Rose Christmas Party
- 2014: Songsmith
- 2015: This Place Belongs to the Birds
- 2019: Steady as We Go